# Gonopacha brotoessa
Gonopacha brotoessa är en fjärilsart som beskrevs av Holland 1893. Gonopacha brotoessa ingår i släktet Gonopacha och familjen ädelspinnare. Inga underarter finns listade i Catalogue of Life.